# Klauw van Archimedes

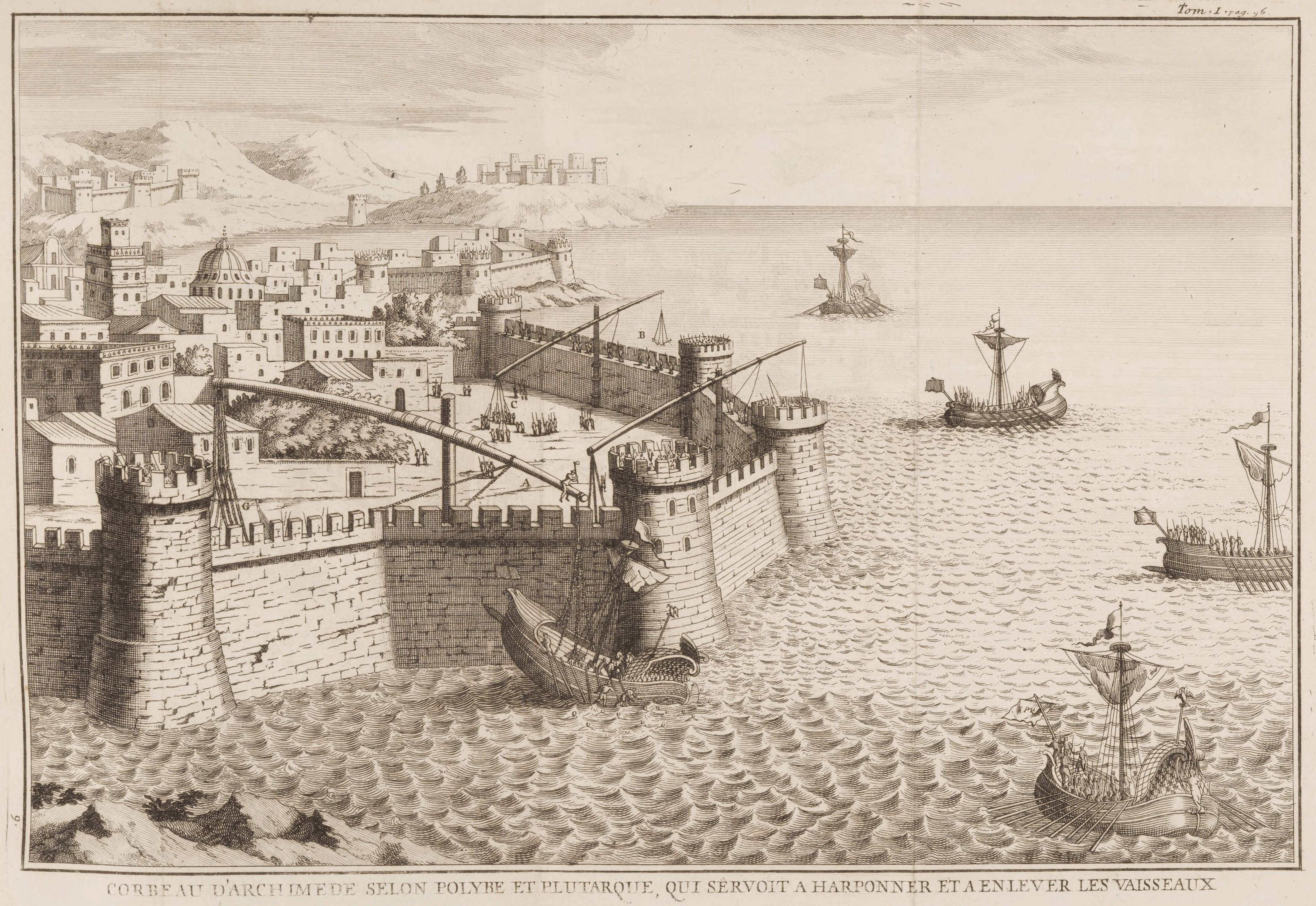
18e-eeuwse gravure van de klauw van Archimedes.

De klauw van Archimedes, ook bekend als de ijzeren hand was een door de Griekse geleerde Archimedes bedacht verdedigingswapen waarmee de aan zee liggende stadsmuren van de stad Syracuse konden worden beschermd tegen een aanval vanuit zee.

## Beschrijving
De klauw bestond uit een soort hijskraan, uitgevoerd met  katrollen en een trekkabel met enterhaak. De haak werd aan een vijandelijk schip gehaakt, waarna de kabel werd aangetrokken en het schip gedeeltelijk uit het water werd getrokken, zodat het kapseisde of recht omhoog getrokken en dan plotseling losgelaten, zodat het zonk of op de kliffen sloeg.
Archimedes gebruikte in 214 v.Chr. de klauw in combinatie met een aantal katapulten met veel succes tegen de Romeinse vloot van Marcellus in de Tweede Punische Oorlog tijdens het beleg van Syracuse.